# Maizières (Meurthe-et-Moselle)
Maizières é uma comuna francesa na região administrativa de Grande Leste, no departamento de Meurthe-et-Moselle. Estende-se por uma área de 15,63 km². Em 2010 a comuna tinha 950 habitantes (densidade: 60,8 hab./km²).